# 豆原一成
豆原 一成（まめはら いっせい、2002年〈平成14年〉5月30日 - ）は、日本のアイドル。男性アイドルグループ・JO1の最年少メンバーであり、デビューシングル曲のセンター。岡山県真庭市出身。LAPONEエンタテインメント所属。

## 略歴
岡山県真庭市出身。地元のダンススクールでダンスを習いながらインストラクターを務めていた。
2019年9月、姉からの勧めで『PRODUCE 101 JAPAN』参加。最終順位は1位で、センターとしてデビュー。
2020年3月4日、シングル「PROTOSTAR」で「JO1」のメンバーとしてメジャーデビュー。10月28日、フジテレビ『めざましテレビ』11月のエンタメプレゼンターに放送当時番組史上最年少で抜擢された。
2021年2月26日、オムニバス映画『半径1メートルの君～上を向いて歩こう～』の中の作品の一つ「本日は、お日柄もよく」に出演（映画初出演）。3月15日、高校を卒業したことを報告。
2022年7月22日、映画『劇場版 仮面ライダーリバイス バトルファミリア』に大谷希望 / 仮面ライダーキマイラ役で出演。またスピンオフ作品『Birth of Chimera』では主演を務めた。
2023年2月13日、NHKの夜ドラ『超人間要塞ヒロシ戦記』に田中ヒロシ役で連続ドラマ初出演。
2024年10月20日、『海に眠るダイヤモンド』でゴールデンプライムタイムの連続ドラマ初出演を果たした。
2025年2月11日、真庭市大使に就任。
2025年5月30日公開の映画『BADBOYS -THE MOVIE-』で映画初主演を務めた。

## 人物
- 身長：174.5cm、体重：62kg
- 両利き
- 趣味：YouTube鑑賞（YouTubeが鑑賞出来るスマートフォンを購入するほど[12]）、DJ（DJが出来るターンテーブルを購入するほど[13]）
- 特技：野球、水泳、仮面ライダーのモノマネ、ダンス（得意ジャンルは90年代HIPHOP）[14]、変顔。またけん玉も得意であり[15][16]、10mロングけん玉に番組の企画で挑戦した後[17]、公式ファンクラブコンテンツ内でこれ（10mロングけん玉）が特技と発言している。
- 『PRODUCE 101 JAPAN』で番組内でのキャッチフレーズ：「国民の初恋」[18]。
- あだ名は「豆ちゃん」[4][19]。雑誌のインタビューで呼ばれたいあだ名を問われ「『まめちゃん』で今後もいきたい」と答えている[20]。
- メンバーからも下の名前ではなく『まめ』と呼ばれることがほとんどであり、メイキング映像では撮影スタッフからも『まめさん』と呼ばれる一幕もある。あまりにもあだ名が定着しているためか、KCONなどの字幕表示では他のメンバーが名前表記となっているのに対して豆原は「Mame」表記となっている。海外視聴者が「メイム」と呼び間違えたため、アクサン記号（Máme）をつけられたこともある。オフィシャルグッズなども下の名前で作られることは非常に稀である。
- 豆柴に似ているとよく言われることに関して、本人も「自分にも豆（苗字が豆原）というの（共通の単語）がある。豆柴に似ていると言われる」とコメントをしている[21]。ただし本人は、ファンに似てると言及されるまで自覚がなかった。幼少期は父親に「ポッチャマに似てる」と言われていたとのこと。
- 幼少のころについて「小さいころは外で虫を捕まえたり、体を動かしたりするのが大好きで野球や水泳、相撲の大会に出たこともあった」と2020年3月7日の山陽新聞のインタビューで振り返っている[3]。
- 自身の将来の夢として「俳優業も興味があり、ゆくゆくは演技もしてみたい。自分が仮面ライダーをやって主題歌をJO1でやりたい」とモデルプレスの単独インタビューで語っている[22]。
- 人見知り。インタビューで悩みを聞かれた時には「東京に出てきてから新しい友達ができない。だからもうJO1のメンバーだけ。そしてそれで満足してる。それが悩みです（笑）」と答えていた。
- 幼少期、踊っていたところを母から「あんた、それ誰に見せるの？」と言われたことでステージに立ちたいと思い、ダンスを続けてきた。[23]
- GENERATIONS白濱亜嵐の大ファン。人生で初めて買ったCDはAGEHA[24]。ドーム公演に行ったり、文化祭で踊ったりなど熱狂的なファンである[25]。

## 受賞歴
2024年
- ViVi「2024年下半期 国宝級イケメンランキング」NEXT部門1位

## ディスコグラフィ

### 参加楽曲

#### PRODUCE 101 JAPAN
| リリース日     | タイトル                               | 備考                                                                              |
| -------------- | -------------------------------------- | --------------------------------------------------------------------------------- |
| 2019年9月3日   | ツカメ〜It's Coming〜                  | 番組テーマ曲。『ツカメ〜It's Coming〜』に収録                                     |
| 2019年11月28日 | DOMINO                                 | コンセプト課題曲。『PRODUCE 101 JAPAN - 35 Boys 5 Concepts』に収録。              |
| 2019年12月12日 | GrandMaster                            | デビュー評価課題曲および最終バラード課題曲。『PRODUCE 101 JAPAN - FINAL』に収録。 |
| 2019年12月12日 | さよなら青春（PRODUCE 101 JAPAN ver.） | デビュー評価課題曲および最終バラード課題曲。『PRODUCE 101 JAPAN - FINAL』に収録。 |

## 出演

### テレビ番組
- PRODUCE 101 JAPAN（2019年9月26日 - 12月11日、TBS〈初回、最終回のみ〉、GYAO!）
- めざましテレビ（2020年11月3日、10日、17日、24日、フジテレビ）※2020年11月度マンスリーエンタメプレゼンター[7]。
- THE突破ファイル（日本テレビ）
  - 2020年11月5日 交番ミステリー&レスキュー大救出SP ※再現ドラマ「放水が届かぬ電波塔火災を沈下せよ！」にレスキュー隊員役で出演[27]。
  - 2021年10月14日 空港税関&突破交番オールスター大集結SP ※再現ドラマ「税関の突破劇」に空港の税関職員役で出演[28]。
  - 2021年10月28日 超豪華! 秋の突破祭り 2時間SP ※再現ドラマに空港の税関職員役で出演[29]。
  - 2023年6月29日 空港税関＆突破交番！起死回生の2時間SP ※再現ドラマ「突破交番」に巡査役で出演[30]
- あざとくて何が悪いの？「あざと連ドラ『あざといタイプAtoZ』」（2023年4月30日 - 6月11日、テレビ朝日）- 拓真 役
- 豆と奨の最高の休日 JO1ダフルツアー（2024年9月14日、テレビせとうち・テレビ東京）[31]

### テレビドラマ
- 超人間要塞ヒロシ戦記（2023年2月13日 - 3月16日、NHK総合） - 田中ヒロシ / 緋炉詩 役[32]
- お笑いインスパイアドラマ ラフな生活のススメ（2023年7月4日 - 9月19日、NHK総合） -  山本信行 役[33]
- 海に眠るダイヤモンド（2024年10月20日 - 12月22日、TBS） - 星也 役[34]

### 映画
- 半径1メートルの君～上を向いて歩こう〜「本日は、お日柄もよく」（2021年2月26日、KATSU-do） - 浅田弘樹 役[35]
- 劇場版 仮面ライダーリバイス バトルファミリア（2022年7月22日、東映） - 大谷希望 / 仮面ライダーキマイラ 役[36]
- BADBOYS -THE MOVIE-（2025年5月30日、東映） - 主演・桐木司 役[37]
- 富士山と、コーヒーと、しあわせの数式（2025年10月24日公開予定、ギャガ） - 主演・安藤拓磨 役（市毛良枝とW主演）[38]

### 配信番組
- ショート・プログラム「メモリーオフ」（2022年3月9日、Amazon Prime Video）- 戸志野はじめ 役[39][40]
- 『劇場版 仮面ライダーリバイス』スピンオフ配信ドラマ『Birth of Chimera』（2022年7月22日、東映特撮ファンクラブ） - 主演・大谷希望 役[41]

## 関連映像

### PRODUCE 101 JAPAN
| 豆原一成PRODUCE 101 JAPAN参加楽曲 | 豆原一成PRODUCE 101 JAPAN参加楽曲 | 豆原一成PRODUCE 101 JAPAN参加楽曲 | 豆原一成PRODUCE 101 JAPAN参加楽曲 | 豆原一成PRODUCE 101 JAPAN参加楽曲 | 豆原一成PRODUCE 101 JAPAN参加楽曲                                                      |
| 評価名                            | 曲名                              | 原曲アーティスト名                | 動画                              | 個人 推し動画                     | パフォーマンス メンバー                                                                |
| --------------------------------- | --------------------------------- | --------------------------------- | --------------------------------- | --------------------------------- | -------------------------------------------------------------------------------------- |
| レベル分け評価                    | EXCITE                            | 三浦大知                          |                                   |                                   |                                                                                        |
| レベル分け再評価                  | ツカメ〜It's Coming〜             | オリジナル                        | ＊                                | ＊                                | 同番組に出演した練習生全員                                                             |
| ポジション評価                    | DNA                               | BTS(防弾少年団)                   |                                   |                                   | 東郷良樹、川西拓実、キム・ユンドン、キム・ヒチョン、小山省吾                           |
| グループ評価                      | FIRE                              | BTS(防弾少年団)                   |                                   |                                   | チョン・ヨンフン、鶴房汐恩、キム・ユンドン、河野純喜、磨田寛大                         |
| コンセプト評価                    | DOMINO                            | オリジナル                        | ＊                                | ＊                                | 川尻蓮、キム・ユンドン、チョン・ヨンフン、川西拓実、河野純喜、鶴房汐恩                 |
| デビュー評価                      | Grand Master                      | オリジナル                        | ＊                                |                                   | 川西拓実、床波志音、今西正彦、河野純喜、佐藤景瑚、佐藤來良、金城碧海、井上港人、上原潤 |
| デビュー評価                      | さよなら青春                      | いきものがかり                    | ＊                                |                                   | ファイナリスト20人の練習生                                                             |